# VB33
VB33 (zuvor VideoBolzano Canale 33 und Video33) ist ein italienischsprachiger privater Fernsehsender in Südtirol (Italien) mit Sitz in Bozen.

## Geschichte
VB33 wurde 1986 von Rolando Boesso gegründet. Anfangs konnte der Sender nur in Bozen empfangen werden, einige Jahre später wurde das Sendegebiet auf Meran und Brixen ausgeweitet. Die ersten produzierten Sendungen waren zweimal täglich ausgestrahlte lokale Nachrichtenprogramme. 2008 erwarb eine Gruppe Südtiroler Investoren den Sender. Damit gehörte er – wie auch sein 2009 gegründetes deutschsprachiges Pendant Südtirol Digital Fernsehen – zur Rosengarten Media GmbH. 2017 wurden die beiden Sender an eine Trentiner Unternehmergruppe verkauft.